# 中村靖子
中村 靖子（なかむら やすこ、1980年7月2日 - ）は日本の女優、脚本家、演出家。東京都出身。本名同じ。身長161cm。血液型はO型。
play unit ココカラ。を鵜飼真帆、中村公平、吉村京太と共に結成。

## 主な出演作品

### 舞台
- ジェニファー（演劇集団スプートニク、2009年3月18日-22日、於：中野ザ・ポケット）- 勅使河原京子（がわらちゃん） 役
- ここから、（play unit ココカラ。、2010年2月5日-21日、於：bar「@quos」）- 細見麗子 役
- ことのはBOX「歌姫」 （2019年9月5日-8日、中目黒キンケロシアター）- 鯖子 役